# Михайловка (Благовіщенський район, Алтайський край)
Миха́йловка (рос. Михайловка) — селище у складі Благовіщенського району Алтайського краю, Росія. Входить до складу Шимолінської сільської ради.

## Населення
Населення — 194 особи (2010; 253 у 2002).
Національний склад (станом на 2002 рік):
- росіяни — 84 %